# Toui catherine
Bolborhynchus lineola
Espèce
Statut de conservation UICN

 LC  : Préoccupation mineure
Statut CITES
Le Toui catherine ou Perruche catherine (Bolborhynchus lineola) est une espèce d'oiseaux d'Amérique latine appartenant à la famille des Psittacidae.

## Description
Le Toui de Catherine est un petit perroquet d'environ 16 cm, cette petite taille étant une caractéristique du genre Bolborhynchus. Sa longévité est d'environ 15 ans.[réf. nécessaire] Sa coloration générale est verte avec un effet rayé sur les parties inférieures produit par la bordure noire des plumes. Les rectrices centrales du mâle sont presque entièrement noires tandis que cette couleur ne concerne que moins de la moitié de la surface de ces plumes chez la femelle.

## Dimorphisme sexuel
Il n'y a qu'un moyen d'être certain du sexe d'un oiseau, c'est de le déterminer par l'ADN. Il est possible de se baser sur le nombre de plumes noires (uniquement chez les variétés vertes ou bleues) présentes sur les épaules, les rectrices centrales et les rémiges. En effet, les mâles, en général, en possèdent davantage. Le seul dimorphisme, s'il y en a, est morphologique, car même s'il n'est pas rare de trouver des mâles plus calmes que des femelles et vice versa, cela n'est pas un critère suffisant pour marquer la différence. Souvent, les mâles sont plus gros (le bec aussi est plus important), mais la taille ne suffit pas non plus. Chez les variétés Lutinos, Crèminos et Ailesgrises, le sexage ADN est indispensable pour connaître le sexe de l'oiseau.

## Domestication
Le Toui de Catherine est naturellement doté d'un caractère calme, doux. Chaque geste est reproduit avec la plus grande des précautions, des prudences et des douceurs. L'espèce est aussi connue pour s'apprivoiser sans grande difficulté, bien que la patience soit la clef du succès. Ce mini ou petit perroquet préfère grimper que voler ; il excelle en tous genres d'acrobaties.

## Sous-espèces
Le Touï de Catherine (Bolborhynchus lineola) est représenté par deux sous-espèces :
- lineola ;
- tigrinus (Souancé, 1856) du nord et de l'ouest du Venezuela, plus sporadique au sud jusqu'au centre du Pérou.

## Mutations
En captivité, deux mutations principales ont été obtenues : Lutino et Turquoise. D'autres, y compris des combinaisons de mutations, existent cependant : TurquoiseSimple-Foncé, TurquoiseDouble-Foncé, Vert SimpleFoncé (Vert Foncé), Vert DoubleFoncé (Olive), Crèmino, etc. Récemment, une nouvelle mutation appelée EdgedDLS (EdgedDominant-Lié-au-Sexe) est apparue et était auparavant erronément appelée "Ailesgrises". La véritable mutation Ailesgrises est apparue chez la Perruche ondulée et présente une transmission génétique récessif autosomique alias NLS (Non-Lié-au-Sexe)